# Animal 6
Animal 6 es el sexto álbum de estudio del grupo de heavy metal argentino A.N.I.M.A.L.. Fue grabado en los estudios Indigo Ranch de Malibú (Estados Unidos), ION y El Pie de Buenos Aires (Argentina). La masterización se llevó a cabo en Precisión Mastering (Hollywood). Este disco no fue bien recibido por el público y es el que menos unidades vendió en la carrera de la banda, siendo el primer disco luego de la salida de su bajista Marcelo Corvalán.
A finales de 2000, el bajista de larga data Corvalán y el baterista Andrés Vilanova dejaron la banda para luego formar Carajo, pero meses después, el bajista Cristian «Titi» Lapolla —exRaptor y Simbiosis— y el baterista Marcelo Castro —exRitual— se unieron a A.N.I.M.A.L.; una vez formada la nueva alineación pasaron a grabar Animal 6, que se recuerda como el lanzamiento más pesado y brutal de la banda hasta la fecha, ya que combinó el sonido actualizado de sus dos álbumes anteriores con influencias más extremas y un ligero regreso a su sonido clásico de groove metal. Desde entonces, la banda experimentó varios cambios de alineación que incluían a Lapolla que se fue en 2002 y fue reemplazado brevemente por Hernan Cotelo —exMate Cosido y V1R7U4L— y luego regresó más tarde ese año, Marcelo Castro, dejando en 2003 para ser reemplazado brevemente por Javier Dorado —exMate Cosido y O'Connor— y luego un Martín Carrizo que regresa —después de la ruptura de Pr3ssion—. El álbum cuenta con músicos invitados como Pil Trafa —Los Violadores—, Ricardo Mollo —Divididos— y Carrizo.

## Antecedentes

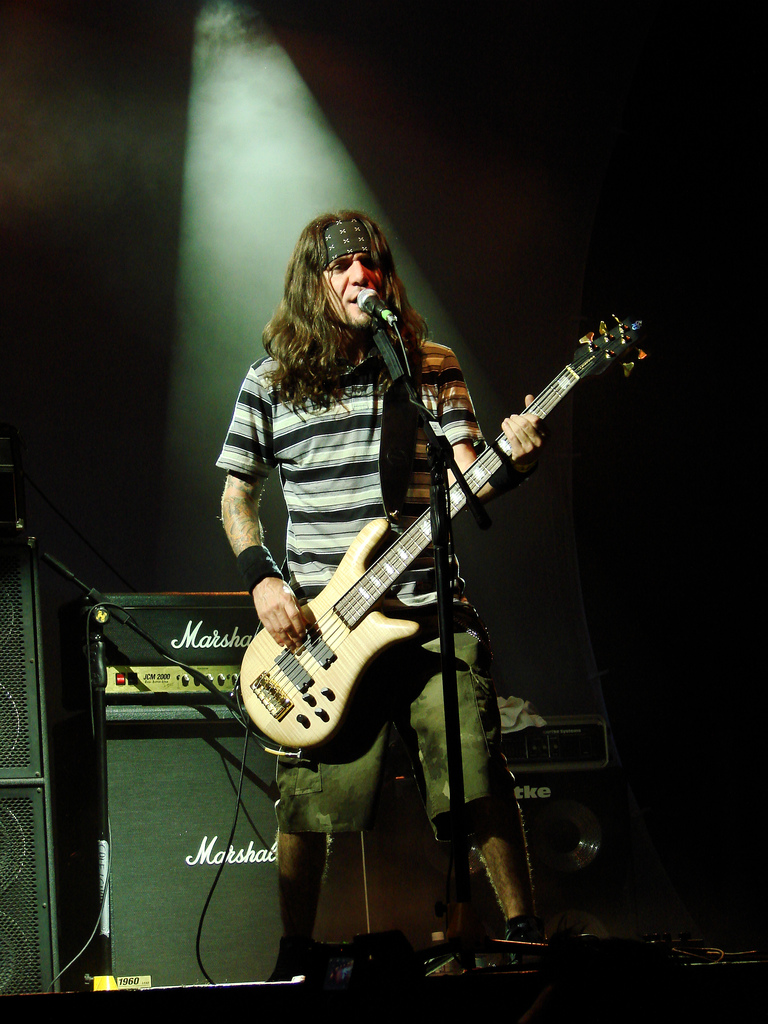
Después de renunciar a A.N.I.M.A.L., y negarse a tocar junto a Andrés Giménez, Marcelo Corvalán (en la foto en 2010) formó la banda de nu metal Carajo junto con el exbaterista Andrés Vilanova.

En 1999, la banda de heavy metal argentina A.N.I.M.A.L. lanzó al mercado su quinto álbum de estudio Usa toda tu fuerza. Dicho disco fue bien recibido tanto en Argentina como en occidente, y para promocionarlo la agrupación logró formar parte del Watcha y Warped Tour en Estados Unidos, con bandas de la talla de Green Day, NOFX, Six Feet Under, Papa Roach o Weezer, logrando convertirse en la primera banda de metal argentino en girar en un tour de gran escala en suelo norteamericano; sin embargo, un año después, tanto el bajista de la banda Marcelo «Corvata» Corvalán como el baterista Andrés «El niño» Vilanova se retiraron del grupo, debido a conflictos internos que ambos tenían con el vocalista y guitarrista Andrés Giménez. Como consecuencia a las malas relaciones con la agrupación, Corvalán formó la banda Carajo, integrada por él junto a Vilanova y Tery Langer.
Giménez y el mánager de A.N.I.M.A.L. Alejandro Taranto se propusieron a buscar músicos después de la partida de los exmiembros, por otro lado Corvalán se mostró reacio a tocar con otro músico; afirmó que lo mejor era comenzar un nuevo proyecto musical, lo que conllevó a que formara Carajo. Giménez, en su afán de encontrar nuevos miembros para A.N.I.M.A.L., se unieron Cristian Lapolla —exmiembro de Simbiosis— en bajo y Marcelo Castro en batería —exmiembro de Ritual—.

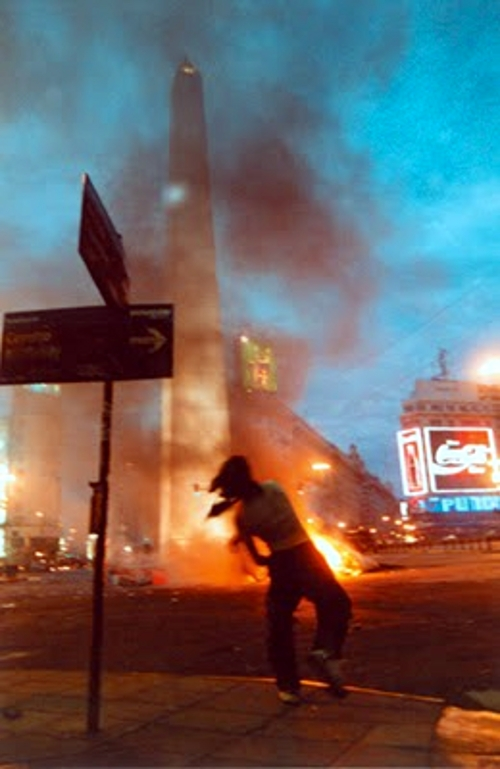
Gran parte de los temas liricos de Animal 6 fueron inspirados en la crisis Argentina del 2001 (en la imagen una protesta en diciembre de ese año), en canciones como «Raza castigada», «Vamos de pie» y «Nuestra elección».

## Lista de canciones
Todas las canciones escritas y compuestas por Andrés Giménez, excepto donde se indique. 
| N.º   | Título                     | Escritor(es)                                                     | Duración |  |
| 1.    | «Gritemos para no olvidar» |                                                                  | 3:28     |  |
| 2.    | «Raza castigada»           |                                                                  | 2:02     |  |
| 3.    | «Vamos de pie»             |                                                                  | 3:32     |  |
| 4.    | «Discriminación»           |                                                                  | 3:17     |  |
| 5.    | «Marcado a fuego»          |                                                                  | 4:09     |  |
| 6.    | «A.N.I.M.A.L.»             |                                                                  | 2:03     |  |
| 7.    | «¿Por qué?»                |                                                                  | 3:42     |  |
| 8.    | «Límites»                  | Marcelo Castro Giménez                                           | 3:09     |  |
| 9.    | «Nuestra elección»         |                                                                  | 2:26     |  |
| 10.   | «Buscando llegar al sol»   |                                                                  | 4:23     |  |
| 11.   | «Represión»                | Gustavo Fossá Eduardo Barauskas Carlos Khayatte Sergio Gramática | 3:13     |  |
| 12.   | «Mañana en el Abasto»      | Ricardo Mollo Diego Arnedo Roberto Pettinato Luca Prodan         | 4:06     |  |
| 39:33 |                            |                                                                  |          |  |

Notas
1. ↑  En las notas interiores del disco se nombra como «Por qué?» sin el signo de interrogación inicial.
2. ↑  Cover de Los Violadores.
3. ↑  Cover de Sumo.

## Créditos
A.N.I.M.A.L.
- Andrés Giménez – voz, guitarra, efectos (pista 10)
- Christian «Titi» Lapolla – bajo, coros (pista 8 y 9), bajo sin trastes (pista 10)
- Marcelo Castro – batería

Músicos invitados
- Pinche Peach (de Brujería) – voz (pista 2)
- Pil Trafa – voz (pista 11)
- Ricardo Mollo – voz (pista 12)
- Martín Carrizo – samples (pista 12)